# Richard Rashke
Richard Rashke, född 3 maj 1936, är en författare och journalist. Han publicerade 1981 boken The Killing of Karen Silkwood som handlar om visselblåsaren Karen Silkwoods mystiska död. År 1983 utkom Rashkes uppmärksammade Flykten från Sobibór, där han djupintervjuat 18 överlevande från förintelselägret Sobibór.